# Verkafferung
Verkafferung ist ein Begriff, der während der deutschen Kolonialherrschaft in Deutsch-Südwestafrika aus dem Afrikaans übernommen wurde. Er bezeichnet einen seinerzeit unerwünschten Distanzverlust und die „Über“-Assimilierung gegenüber der einheimischen Bevölkerung, oder auch allgemeine Verwahrlosung. In einem übertragenen Sinne ist der Begriff als going native in der sozialwissenschaftlichen sowie ethnologischen Feldforschung bekannt.

## Deutsche Kolonialgeschichte
Unter „Verkafferung“ verstanden deutsche Kolonialherren in Deutsch-Südwestafrika das Sich-Einlassen auf die Lebens- und Denkweise der einheimischen bantusprachigen Bevölkerung, die sie als Kaffern bezeichneten. Dies wurde im „Deutschen Kolonial-Lexikon“ 1920 als das „Herabsinken eines Europäers auf die Kulturstufe des Eingeborenen“ vermittelt. Der stete Umgang mit Einheimischen, besonders aber die „Mischehe“ begünstige nach damaliger Auffassung diese „bedauerliche Entartung weißer Ansiedler“. Unter Verkafferung verstand man aber auch eine „unordentlich“ geführte Farm, übermäßigen Alkoholkonsum, Verarmung, sowie das Integrieren indigener Wortelemente in die eigene Sprache. Dieser Prozess wurde in der britischen Kolonialverwaltung als going native bezeichnet.
Frankreich und Portugal betrieben die Heranbildung europäisierter Eliten in ihren Kolonien. Siehe Assimilation (Kolonialismus) (zu Portugal siehe auch Assimilado)

## Übertragene Bedeutung in der Sozialforschung
In der sozialwissenschaftlichen Feldforschung gilt (redensartlich) „Verkafferung“ als Ergebnis einer zu engagierten „teilnehmenden Beobachtung“, nämlich als Übernahme der Wert- und Lebenshaltungen der beobachteten Gruppe. Wenn (zum Beispiel) ein Gefängnissoziologe sich jahrelang zu Forschungszwecken im Gefängnis aufhält, kann er die Denk- und Handlungsweisen entweder der Strafgefangenen oder des Wachpersonals übernehmen, auf Kosten einer wissenschaftlich-distanzierten Perspektive.
Andererseits (so Ronald Hitzler) bedarf es bei der Feldforschung eines gewissen Maßes von Annäherung, sonst sei eine teilnehmende Beobachtung überhaupt nicht möglich (vgl. auch Ethnomethodologie).